# 弗莱贝格工业大学

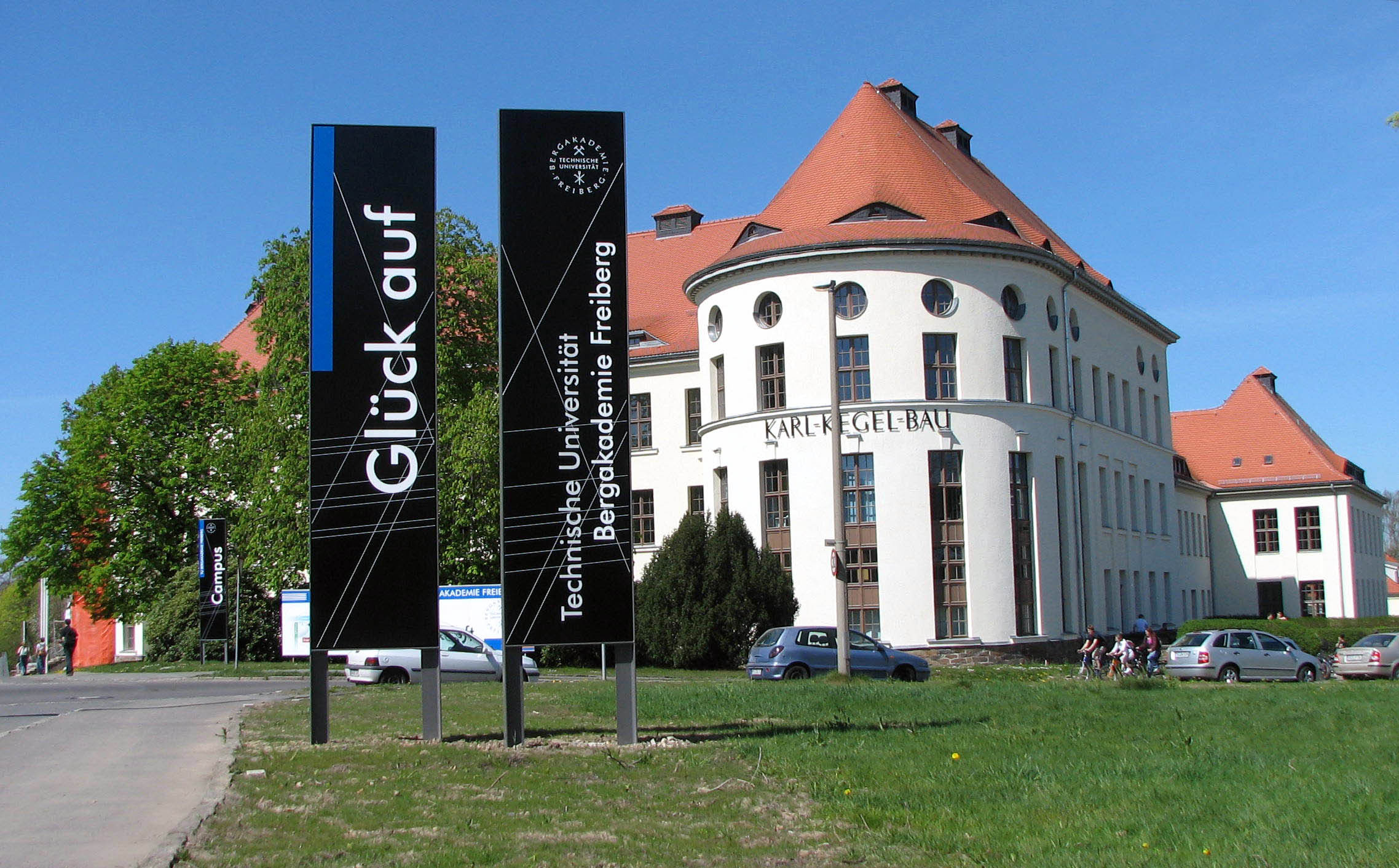
大學校園

弗莱贝格工业大学（德語：Technische Universität Bergakademie Freiberg），是德国著名的理工大学，也是最古老的工业大学之一，其位于德国弗莱贝格，距萨克森州州府德累斯顿约三十公里，是座小规模的大学城。大学的教室、实验室、图书馆、食堂等就分布在这个小城的几处，使得学生的学习和生活都非常的方便。其教学研究集中在理工科领域，特别是地质、材料、能源和环境等方向处于世界先进水平。

## 大学校史
弗莱贝格工业大学成立于1765年，是世界上最早的矿业大学。许多世界著名的科学家都曾在弗莱贝格工业大学学习过，如：亚历山大.冯.洪堡、亚伯拉罕.哥特罗布.沃纳、克莱门斯.文克勒。化学元素铟(1863年由费迪南德和西奥多)和锗（1886年由克莱门斯.温克勒尔）在这里被发现。

## 科系设置
共有6间学院，合共提供约27个大学课程。6间学院是：
- 数学与信息学（1系）
- 化学与物理（2系）
- 地质、地球工程和采矿学（3系）
- 机械制造与能源动力工程（4系）
- 材料科学与技术（5系）
- 经济学（6系）

## 国际合作
弗莱贝格工业大学与世界范围的约42所学校有着交流与联系。这里列出一些著名的院校：
- 利兹大学 （英国）
- 滑铁卢大学 （加拿大）
- 昆士兰大学 （澳大利亚）
- 亚琛工业大学（德国）
- 克劳斯塔尔工业大学（德国）
- 科多拉多州矿业学校（美国）
- 克拉科夫冶金研究院（波兰）
- 莫斯科矿业大学（俄罗斯）
- 俄斯特拉发工业大学（捷克）
- 哈尔滨工业大学 （中国）
- 厦门大学 （中国）
- 西北工业大学 （中国）
- 中南大学 （中国）
- 中国地质大学（中国）
- 中国矿业大学（中国）
- 华东理工大学 （中国）
- 中科院 （中国）
- 台灣中興大學